# Лео Есаки
Реона Есаки (јап. 江崎 玲於奈; Префектура Осака, 12. март 1925), познат и као Лео Есаки, јапански је физичар који је 1973. с Иваром Јевером и Брајаном Џозефсоном добио Нобелову награду за физику „за експериментална открића у области тунел-ефекта код полупроводника и суперпроводника”.